# 旧地蜥鳄属
旧地蜥鳄属（学名：Ieldraan）为中喙鳄科的一个属。

## 下属物种
本属包括以下物种：
- Ieldraan melkshamensis Foffa, Young, Brusatte, Graham & Steel, 2017[2]